# Въздухозаборник
Въздухозаборник е конструкция, която при движение във въздушна среда, използва налягането на насрещния въздушен поток, за да го пренасочи към двигателя, негови агрегати и системи, или специални повърхности с аеродинамична форма в транспортните средства. В реактивната авиация и двигателите с вътрешно горене въздушният поток служи за окислител на горивото и е необходима част за създаване на горивната смес. Насоченият въздушен поток е единственото отнемащо топлина и охлаждащо средство в използваните сега топлинни двигатели. Съществуват също въздухозаборници за охлаждане на важни задвижващи агрегати от трансмисията, или на такива свързани със сигурността на транспортните средства като например спирачната система със спирачни дискове и други апарати.
Въздухозаборникът в моторните спортове е важна част от система, която със специалната си форма, насочва въздушния поток над болида и главата на пилота за охлаждане към ниско разположения двигател. Поради екстремните натоварвания, конструкцията има специфична форма и се оразмерява и произвежда след много прецизни измервания, така че да подава достатъчно количество въздух нужен за нормален температурен работен режим на двигателя. Използва се и като приспособление за насочване на въздух за отнемането на топлината от радиаторите за охлаждане на маслото и охлаждащата течност на болидите от Формула 1.